# Landschaftsschutzgebiet Kulturlandschaftskomplex Grönebach / Hildfeld

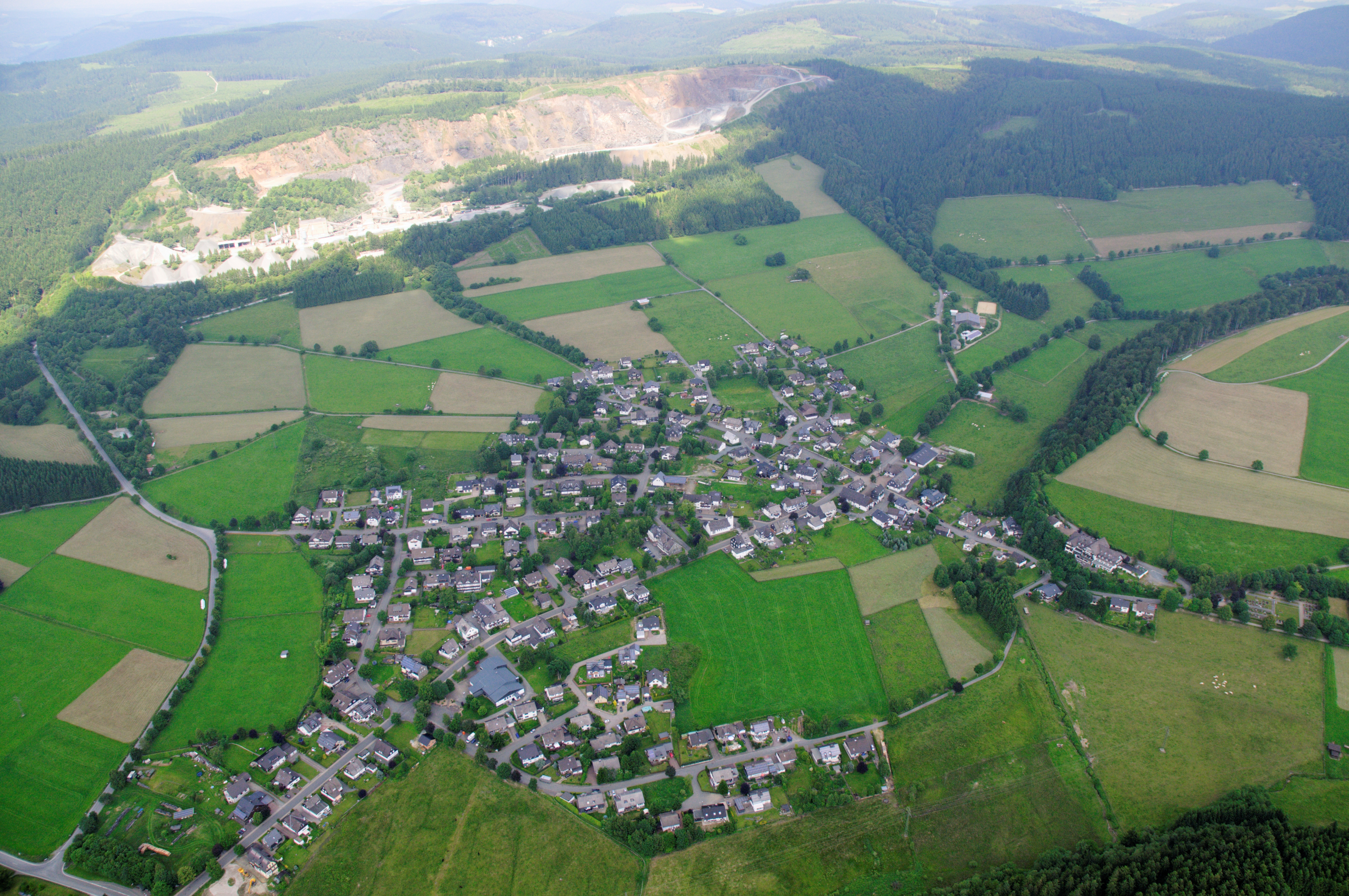
Luftbild von Hildfeld und dem Landschaftsschutzgebiet Kulturlandschaftskomplex Grönebach / Hildfeld

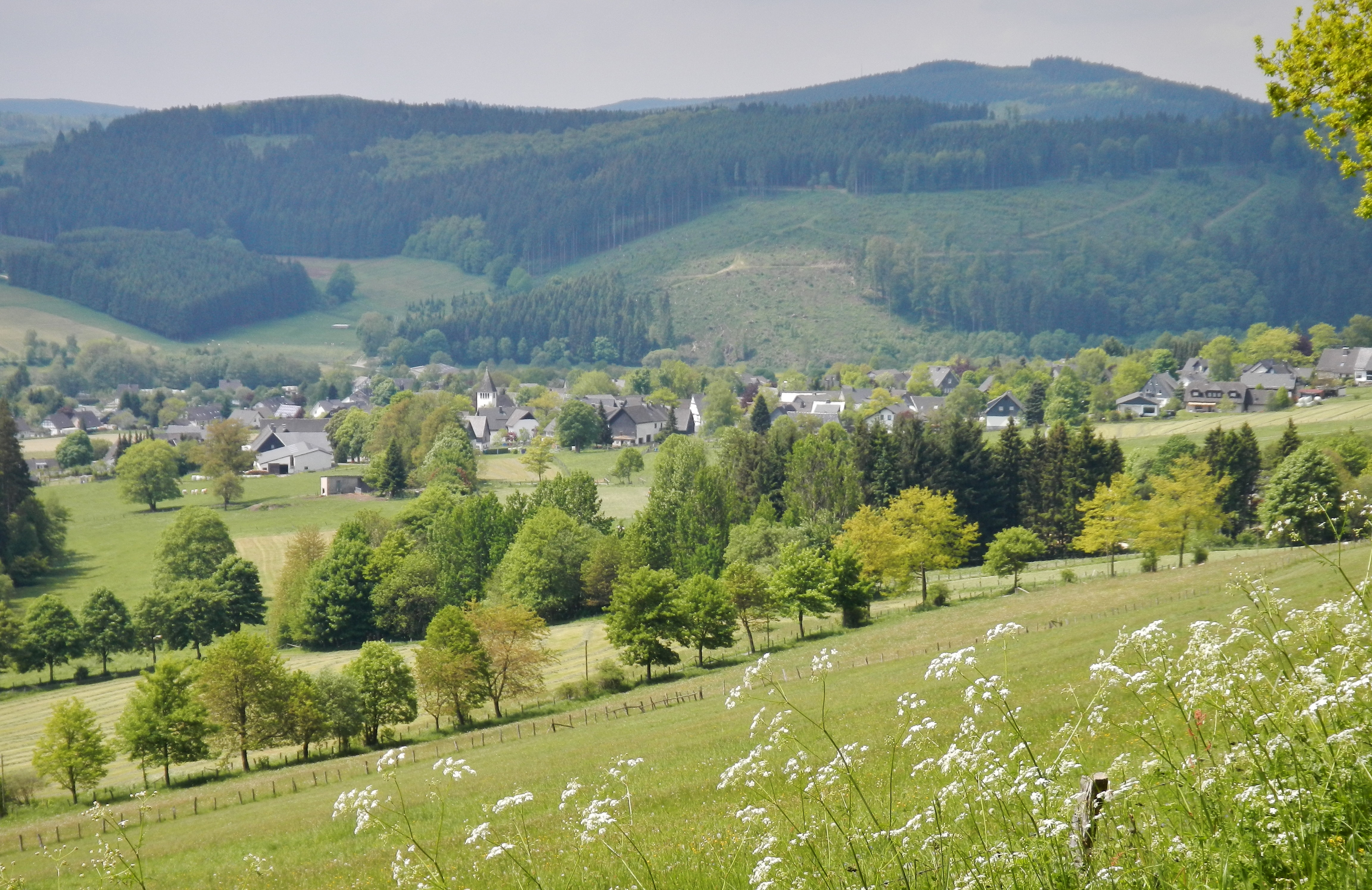
Vorne Landschaftsschutzgebiet Kulturlandschaftskomplex Grönebach / Hildfeld

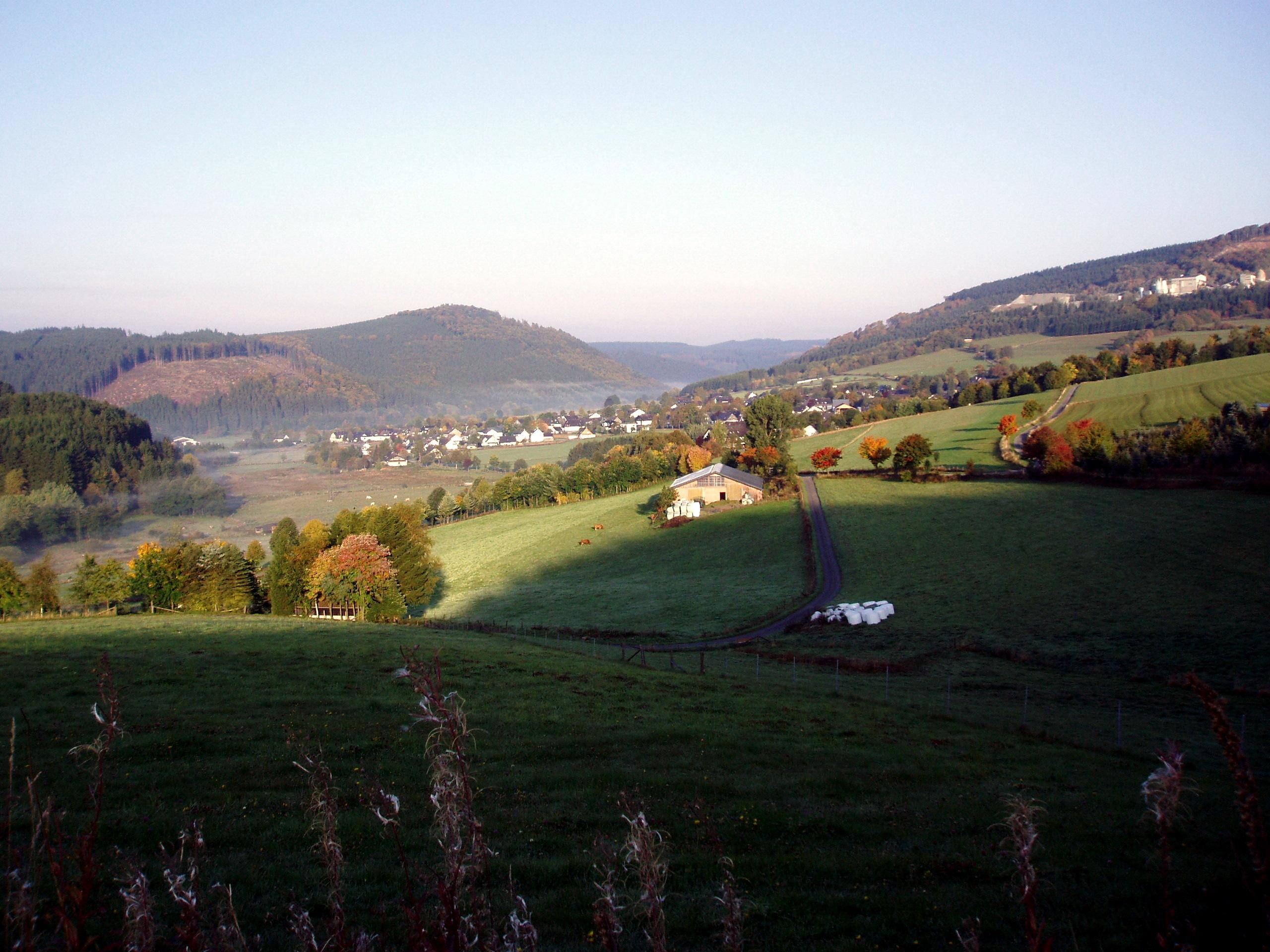
Landschaftsschutzgebiet Kulturlandschaftskomplex Grönebach / Hildfeldm mit Hildfeld von Osten

Das Landschaftsschutzgebiet Kulturlandschaftskomplex Grönebach / Hildfeld mit 293,6 ha Flächengröße liegt im Stadtgebiet von Winterberg. Das Gebiet wurde 2004 vom Kreistag des Hochsauerlandkreises mit dem Landschaftsplan Winterberg als Landschaftsschutzgebiet (LSG) ausgewiesen. Das LSG wurde als eines von sieben Landschaftsschutzgebieten vom Typ B Ortsrandlagen, Offenland- und Kulturlandschaftsschutz im Stadtgebiet von Winterberg ausgewiesen. Im Stadtgebiet gibt es auch ein LSG vom Typ A, Allgemeiner Landschaftsschutz und 13 vom Typ C, Wiesentäler, Schutz bedeutsamer Extensivgrünländer. Das LSG besteht aus zwölf Teilflächen und grenzt direkt an Siedlungsrand von Grönebach und Hildfeld.

## Beschreibung
Das LSG besteht aus Offenlandbereichen mit Grünland und Äckern. Im Grünland befinden sich auch artenreiche Rotschwingelweiden und Goldhaferwiesen, die Bedeutung für den Arten- und Biotopschutz zugute haben.
Der Landschaftsplan führt zum LSG aus:
„Viele Grünlandflächen in diesem Kulturlandschaftskomplex – insbesondere in den Talzügen von Hille und Grönebach, aber auch weitere – haben eine besondere Bedeutung für die Artenvielfalt und den Biotopschutz; sie sind tlw. mit weitergehenden Schutzfestsetzungen zur Grünlanderhaltung belegt. Ihr Blütenreichtum und die vorhandene Anreicherung der Freiflächen mit diverse Feldgehölzen erhöht den Wert des Schutzgebietes sowohl als landschafts-ästhetisch wichtiger Kontrastraum zu den umgebenden, geschlossenen Waldgebieten als auch als Arrondierungsgebiet für die ornithologisch und vegetationskundlich herausragenden Feuchtwiesen-Schutzgebiete in den Niederungen.“

## Schutzzweck
Die Ausweisung erfolgte zur Sicherung der Vielfalt und Eigenart der Landschaft im Nahbereich der Ortslagen und der alten landwirtschaftlichen Vorranggebiete durch Offenhaltung. Ferner wegen der besonderen Bedeutung für die Erholung.

## Rechtliche Vorschriften
Wie in den anderen Landschaftsschutzgebieten im Stadtgebiet besteht im LSG ein Verbot, Bauwerke zu errichten. Vom Verbot ausgenommen sind Bauvorhaben für Gartenbaubetriebe, Land- und Forstwirtschaft. Die Untere Naturschutzbehörde kann Ausnahmegenehmigungen für Bauten aller Art erteilen. Wie in den anderen Landschaftsschutzgebieten vom Typ B in Winterberg besteht im LSG ein Verbot der Erstaufforstung und Weihnachtsbaum-, Schmuckreisig- und Baumschul-Kulturen anzulegen.
Wie in allen Landschaftsplangebieten vom Typ B und Typ C im Stadtgebiet besteht das Gebot, das LSG durch landwirtschaftliche Nutzung oder durch Pflegemaßnahmen von einer Bewaldung freizuhalten.